# Sadogóra (województwo wielkopolskie)
Sadogóra – wieś w Polsce położona w województwie wielkopolskim, w powiecie kępińskim, w gminie Rychtal.
W latach 1975–1998 miejscowość administracyjnie należała do województwa kaliskiego. Powierzchnia miejscowości wynosi 6,81 km².

## Historia
W 1222 r. Sadogóra i Krzyżowniki były jedną miejscowością noszącą nazwę Lassusino bądź Lassusici. Prawdopodobnie osada Lassusino wraz z miejscowością Bandlovici (dzisiejsze Rychtal i Zgorzelec) została podarowana Zakonowi Krzyżackiemu przez księcia Henryka I Brodatego. W dokumencie sygnowanym datą 19 czerwca 1233 r. prokurator Zakonu Krzyżackiego na Polskę i Prusy, Hermann von Balk, zleca kapelanowi książęcemu Idziemu z Namysłowa lokację Lassusino i Bandlovici na prawie niemieckim oraz osiedlenie tam Walonów i Niemców.
W księdze łacińskiej Liber fundationis episcopatus Vratislaviensis (pol. Księga uposażeń biskupstwa wrocławskiego) spisanej za czasów biskupa Henryka z Wierzbna w latach 1295–1305 miejscowość wymieniona jest w zlatynizownej formie Sadogora villa.
W 1920 roku w Polsce znalazła się północno-wschodnia część powiatu namysłowskiego, do którego ówcześnie należała Sadogóra (pozostałe miejscowości północno-wschodniej części powiatu namysłowskiego: Darnowiec, Drożki, Krzyżowniki, Mały Buczek, Proszów, Rychtal, Skoroszów, Stogniewice, Wielki Buczek, Zgorzelec). Siedziba powiatu – Namysłów – pozostała po niemieckiej stronie granicy. Polską część powiatu namysłowskiego przyłączono do powiatu kępińskiego w woj. poznańskim.
Sadogóra została wymieniona jako jedna z wiosek Wójtostwa Rychtal w książce ks. J. Janiszewskiego z 1928, gdzie pisze o niej tak: "Polacy zajęli wieś 19 stycznia 1920 r. Jest tu jednoklasowa szkoła z r. 1888. Uczy w niej p. Alojzy Dudek, należą do niej Sadogóra dwór i wieś i Zachciała osada. Jest tu też parowa cegielnia. Gospodarstw jest 32 (955 m.) Dwór ma 1260 m. ziemi, 40 m. łąki. Jest tu mała kapliczka z dzwonem, zbudowana przez tutejszą ludność".

## Zabytki
W miejscowości Sadogóra istnieją wpisane do gminnej ewidencji zabytków następujące obiekty:
- Zespół folwarczny (czwarta ćwiartka XIX w.)
  - dawna rządcówka (obecnie dom mieszkalny) nr 19a, 19b
  - obora (obecnie budynek ogólnoinwentarski) nr 19a, 19b
  - owczarnia I (obecnie dom mieszkalny) nr 27
  - owczarnia II (obecnie dom mieszkalny) nr 28
  - stodoła (obecnie budynek inwentarski) nr 19a, 19b
  - dawny spichlerz z częścią inwentarską (obecnie budynek inwentarski) nr 18
- Leśniczówka (obecnie dom mieszkalny) nr 4 (koniec XIX w.)
- Dawna szkoła (obecnie dom mieszkalny) nr 9 (koniec XIX w.)
- Dom mieszkalny nr 32 (lata 20. XX w.)
- Dom mieszkalny nr 35 (koniec XIX w.)
- Pozostałości cegielni (początek XX w.)
- Kapliczka nr 18 (1935 r.)
- Krzyż przydrożny nr 29 (koniec XIX w.)[3]

## Cegielnia parowa w Sadogórze
Na podstawie dokumentów znalezionych w Kępnie z lat 1945-1947 dotyczących przejmowania gospodarstw mieszkańców gmin Perzów i Rychtal przez nominantów i repatriantów wiadomo, że cegielnia parowa w Sadogórze jeszcze w roku 1945 należała do Karola Kabotha z Sadogóry, właściciela 34,5-hektarowego gospodarstwa. Kolejnymi właścicielami gospodarstwa byli Władysław Andrzejewski z Ostrowa Wielkopolskiego (nominacja 24 kwietnia 1945 r., oficjalne zajęcie 9 czerwca 1945 r.), następnie Władysław Bigoś i jego syn – Zenon Bigoś (26 lipca 1946 r. – Powiatowy Urząd Ziemski w Kępnie przyznał Bigosiom 28 ha gospodarstwa).
Dnia 3 września 1946 r. Powiatowy Urząd Ziemski w Kępnie przyznał Samopomocy Chłopskiej 9 ha ziemi tegoż gospodarstwa wraz z cegielnią. Tym samym cegielnia przeszła na własność Państwa na podstawie art. 2 Ustawy z dnia 3 stycznia 1946 r. o przejęciu na własność Państwa podstawowych gałęzi gospodarki narodowej (Dz. U. Nr 3 poz. 17). Wykaz przedsiębiorstw upaństwowionych został ogłoszony w Poznańskim Dzienniku Wojewódzkim Nr 28 poz. 270 w dniu 29 listopada 1946 r., na podstawie zarządzenia Przewodniczącego Wojewódzkiej Komisji do spraw Upaństwowienia Przedsiębiorstw w Poznaniu z dn. 20 listopada 1946 r. Potwierdzenie przejścia cegielni Karola Kabotha na własność Państwa znajduje się także w „Monitorze Polskim” z dnia 8 czerwca 1949 r.
Z tych samych dokumentów wynika, że w skład cegielni parowej w Sadogórze wchodziły: 14-komorowy piec do wypalania cegły o wysokości komina 35 m, kotłownia, lokomobila z 15-metrowym blaszanym kominem, szyny i wózki, 4 szopy, presy oraz zabudowania.